# Norges Svømmeforbund
Norges Svømmeforbund (NSF) är en norsk rikstäckande organisation som grundades den 27 augusti 1910. NSF administrerar simning, konstsim, vattenpolo och simhopp i Norge.
NSF är medlem i Norges idrettsforbund og olympiske og paralympiske komité, det internationella simförbundet FINA, det europeiska simförbundet LEN och det nordiska simförbundet NSFA.